# Giorgia Villa
Giorgia Villa (nascida em 23 de fevereiro de 2003), é uma ginasta artística italiana. Ela era membro da equipe histórica que ganhou o bronze no Campeonato Mundial em Stuttgart no ano de 2019. Individualmente ela é campeã nacional italiana de 2018, 2020 e 2021, Campeã olímpica da juventude de 2018 e campeã júnior europeia de 2018. Ela também é membro da seleção italiana.

## Vida pessoal
Villa nasceu em Ponte San Pietro, Itália, em 2003. Ela começou a ginástica quando tinha quatro anos. Em 2010, ela se mudou para Brescia para treinar na Academia Internacional de Brixia, a mesma academia em que Vanessa Ferrari treinou.

## Carreira

### 2019
Em 4 de setembro, Villa foi nomeada para o Campeonato Mundial de Ginástica Artística de 2019 em Stuttgart, Alemanha, ao lado de Alice D'Amato, Ásia D'Amato, Elisa Iorio e Desiree Carofiglio.
Durante as qualificações no Campeonato Mundial, Villa ajudou a Itália a se classificar para a final por equipes em oitavo lugar; com o resultado, a Itália também se classificou para os Jogos Olímpicos de Verão de 2020, em Tóquio. Individualmente, ela se classificou para a final geral em décimo segundo lugar. Na final por equipe, Villa competiu em todos os quatros eventos para levar a Itália a uma medalha de bronze surpresa - a primeira medalha por equipe italiana desde o Campeonato Mundial de Ginástica Artística de 1950. Elas acabaram terminando atrás dos Estados Unidos, conquistando seu quinto título consecutivo, e da Rússia, mas terminaram à frente da China, que orginalmente se classificou para a final em segundo lugar. Durante a prova geral Villa terminou em décimo sexto lugar depois de cair da trave de equilíbrio.

### 2021
Em abril, Villa foi selecionada para representar a Itália no Campeonato Europeu de Ginástica Artística em Basileia ao lado de Alice D'Amato, Martina Maggio e Vanessa Ferrari. Ela conseguiu se qualificar para a final das barras assimétricas. Durante a final do evento, ela terminou em quarto lugar atrás das russas Angelina Melnikova e Vladislava Urazova e da britânica Amelie Morgan.
Villa machucou o tornozelo no o exercício de solo durante o campeonato nacional e não conseguiu competir nos Jogos Olímpicos.